# Pithyotettix altaicus
Pithyotettix altaicus är en insektsart som beskrevs av Vilbaste 1965. Pithyotettix altaicus ingår i släktet Pithyotettix och familjen dvärgstritar. Inga underarter finns listade i Catalogue of Life.